# Blues (Eric-Clapton-Album)
Blues ist ein Kompilationsalbum des britischen Blues- und Rockmusikers Eric Clapton. Es erschien im Juli 1999 unter dem Label PolyGram und enthält Material aus Claptons 1970er-Jahre-Alben bei RSO Records. Außerdem sind vorher unveröffentlichte Stücke aus derselben Ära enthalten. CD 2 enthält Live-Aufnahmen.

## Rezeption
Die Musikwebsite Allmusic vergab vier von fünf möglichen Sternen, der Rolling Stone ebenfalls. Das Album erreichte 1999 Platz 1 der Top-Blues-Alben-Charts.

## Titelliste
| 1. Before You Accuse Me (Take a Look at Yourself) (Ellas McDaniel) – 4:39 2. Mean Old World (Walter Jacobs) – 3:50 3. Ain’t That Lovin’ You (Jimmy Reed) – 5:26 4. The Sky Is Crying (Elmore James) – 3:58 5. Cryin’ (Eric Clapton) – 2:52 6. Have You Ever Loved a Woman (Billy Myles) – 6:51 7. Alberta (Traditional) – 2:40 8. Early in the Morning (Traditional) – 7:55 9. Give Me Strength (Clapton) – 2:51 10. Meet Me (Down at the Bottom) (Willie Dixon) – 7:04 11. County Jail Blues (Alfred Fields) – 3:56 12. Floating Bridge (Sleepy John Estes) – 6:33 13. Blow Wind Blow (Muddy Waters) – 2:59 14. To Make Somebody Happy (Clapton) – 5:11 15. Before You Accuse Me (Take a Look at Yourself) (McDaniel) – 4:39 | 1. Stormy Monday (T-Bone Walker) – 12:49 2. Worried Life Blues (Big Maceo Merriweather) – 5:57 3. Early in the Morning (Traditional) – 7:11 4. Have You Ever Loved a Woman (Billy Myles) – 7:47 5. Wonderful Tonight (Clapton) – 6:23 6. Kind Hearted Woman (Robert Johnson) – 5:11 7. Double Trouble (Otis Rush) – 8:02 8. Driftin’ Blues (Charles Brown, Johnny Moore, Eddie Williams) – 6:57 9. Crossroads (Robert Johnson) – 5:49 10. Further on Up the Road (Joe Medwich Veasey, Don Robey) – 8:38 1. Blues in A (Clapton) – 10:25 2. Eric After Hours Blues (Clapton) – 4:20 3. B Minor Jam (Clapton) – 7:10 4. Blues (Clapton) – 2:59 |

## Kommerzieller Erfolg

### Chartplatzierungen
| ChartsChartplatzierungen       | Höchstplatzierung | Wochen |
| ------------------------------ | ----------------- | ------ |
| Vereinigte Staaten (Billboard) | 52 (9 Wo.)        | 9      |
| Vereinigtes Königreich (OCC)   | 52 (2 Wo.)        | 2      |

### Auszeichnungen für Musikverkäufe
| Land/Region                  | Auszeichnungen für Musikverkäufe (Land/Region, Auszeichnung, Verkäufe) | Verkäufe |
| ---------------------------- | ---------------------------------------------------------------------- | -------- |
| Japan (RIAJ)                 | —                                                                      | 4.000    |
| Neuseeland (RMNZ)            | Gold                                                                   | 7.500    |
| Vereinigte Staaten (RIAA)    | Gold                                                                   | 500.000  |
| Vereinigtes Königreich (BPI) | Silber                                                                 | 60.000   |
| Insgesamt                    | 1× Silber · 2× Gold ·                                                  | 571.500  |

Hauptartikel: Eric Clapton/Auszeichnungen für Musikverkäufe